# Бризгайло Сергій Володимирович
Сергі́й Володи́мирович Бризга́йло (нар. 10 червня 1979 — пом. 28 серпня 2014) — солдат Збройних сил України, учасник російсько-української війни.

## Короткий життєпис
Народився 1979 року в смт Дворічна (Дворічанський район, Харківська область). Наприкінці 1990-х проходив строкову службу в лавах НГУ. 2011 року вступив на заочне відділення автодорожнього технікуму, спеціальність «будівництво та реконструкція доріг» — взимку 2015-го мав закінчити. Захоплювався історичною літературою, спортом. Працював охоронцем. Створив родину; виховували дітей.
Призваний за мобілізацією 2 серпня 2014-го, старший стрілець 92-ї окремої механізованої бригади, старший водій. Того ж серпня-місяця, перебуваючи вже на службі, наполіг щоб розписатися офіційно зі своєю цивільною дружиною Наталею.
28 серпня ротно-тактична група рухалась у район Старобешевого з метою деблокування українських підрозділів в Іловайську. За 5 км на схід від міста Комсомольське (Донецька область) о 4-й ранку колона потрапила під масований обстріл російських військ з РСЗВ «Град», мінометів і танків та під вогонь ДРГ терористів. Тоді ж полягли Руслан Батраченко, Юрій Безщотний, Антон Бутирін, Андрій Деребченко, Олександр Карасик, Олександр Карпенко, Василь Лепетюха, Ігор Романцов, Сергій Чорний. Станом на грудень 2014 року перебував в списках полонених.
Тіло Сергія перебувало в морзі Запоріжжя, ідентифіковане за експертизою ДНК. Похований у місті Харків, Алея почесних поховань міського кладовища № 18.
Залишились мама Тетяна Козловська, дружина Наталія Рожок, донька 2001 р.н. та син 2013 р.н.

## Нагороди та вшанування
За особисту мужність і героїзм, виявлені у захисті державного суверенітету та територіальної цілісності України, вірність військовій присязі під час російсько-української війни, відзначений — нагороджений:
- 25 листопада 2015 року — орденом «За мужність» III ступеня (посмертно)[5]
- 20 жовтня 2016 року  — на будинку Дворічанського ліцею було відкрито меморіальну дошку.[6]
- Його портрет розміщений на меморіалі «Стіна пам'яті полеглих за Україну» у Києві: секція 3, ряд 5, місце 17
- Вшановується 28 серпня на щоденному ранковому церемоніалі вшанування українських захисників, які загинули цього дня у різні роки внаслідок російської збройної агресії[7]
- Іловайський Хрест (посмертно)